# Silent Scr3am
Silent Scr3am é o primeiro álbum de estúdio da banda grega de Metal Gótico Elysion, lançado em 21 de dezembro de 2009 pela Massacre Records .
Em 2008 Max Nil se separou de Elysion de forma amigável, e Christianna foi a próxima vocalista. Em seguida, a banda entrou em estúdio para as gravações do álbum de estreia, que logo atraiu a atenção de inúmeras gravadoras, levando a assinatura da Massacre Records. Nos meses seguintes, Elsyion completou a mixagem e masterização do álbum com o engenheiro produtor americano Ted Jensen em seu Sterling Sound Studios .
A capa do álbum é criada por Natalie Shau ; a arte e as fotos do livreto são uma criação de Seth Siro Anton . Elysion promoveu o álbum em turnê pela Europa (incluindo Grécia) e América do Norte.

### Recepção
| Críticas profissionais  | Críticas profissionais |
| Avaliações da crítica   | Avaliações da crítica  |
| Fonte                   | Avaliação              |
| ----------------------- | ---------------------- |
| Metal Hammer (Alemanha) | 5/7                    |
| Sonic Seducer           | Favorável              |

Silent Scr3am recebeu críticas positivas na Alemanha. The Sonic Seducer elogiou a voz poderosa da cantora Christianna, bem como os riffs de guitarra, mas também escreveu que a banda ainda precisava encontrar seu próprio estilo.  A edição alemã de Metal Hammer chamou de "sensação potencial", embora as faixas não tenham sido consideradas inovadoras. 

### Lista de Músicas
Todas as letras escritas por Maxi Nil, todas as músicas compostas por Elysion.
| N.º | Título                                | Duração |  |
| 1.  | "Dreamer"                             | 4:13    |  |
| 2.  | "Killing My Dreams"                   | 3:51    |  |
| 3.  | "Never Forever"                       | 3:21    |  |
| 4.  | "Weakness in Your Eyes"               | 4:01    |  |
| 5.  | ""Don’t Say a Word""                  | 3:57    |  |
| 6.  | "The Rules"                           | 4:15    |  |
| 7.  | "Bleeding"                            | 3:51    |  |
| 8.  | "Walk Away"                           | 3:59    |  |
| 9.  | "Loss"                                | 3:06    |  |
| 10. | "Far from the Edge"                   | 3:36    |  |
| 11. | "Erase Me"                            | 5:41    |  |
| 12. | "Don’t Say a Word (Acoustic version)" | 4:02    |  |

### Membros da banda
- Petros Fatis - bateria
- Johnny Zero - guitarras, teclados
- FXF - baixo
- Christiana "Christianna" Hatzimihali - vocal feminino

### Músicos convidados
Renos Miliaris - Piano (adicional) nas faixas 4 e 10

### Equipe
- Natalie Shau - arte da capa
- Maxi Nil - letras
- Spiros Antoniou - fotografia
- Mark Adrian - produtor, mixagem
- Ted Jensen - masterização
- Nick Jackson - logotipo